# Museu Benaki

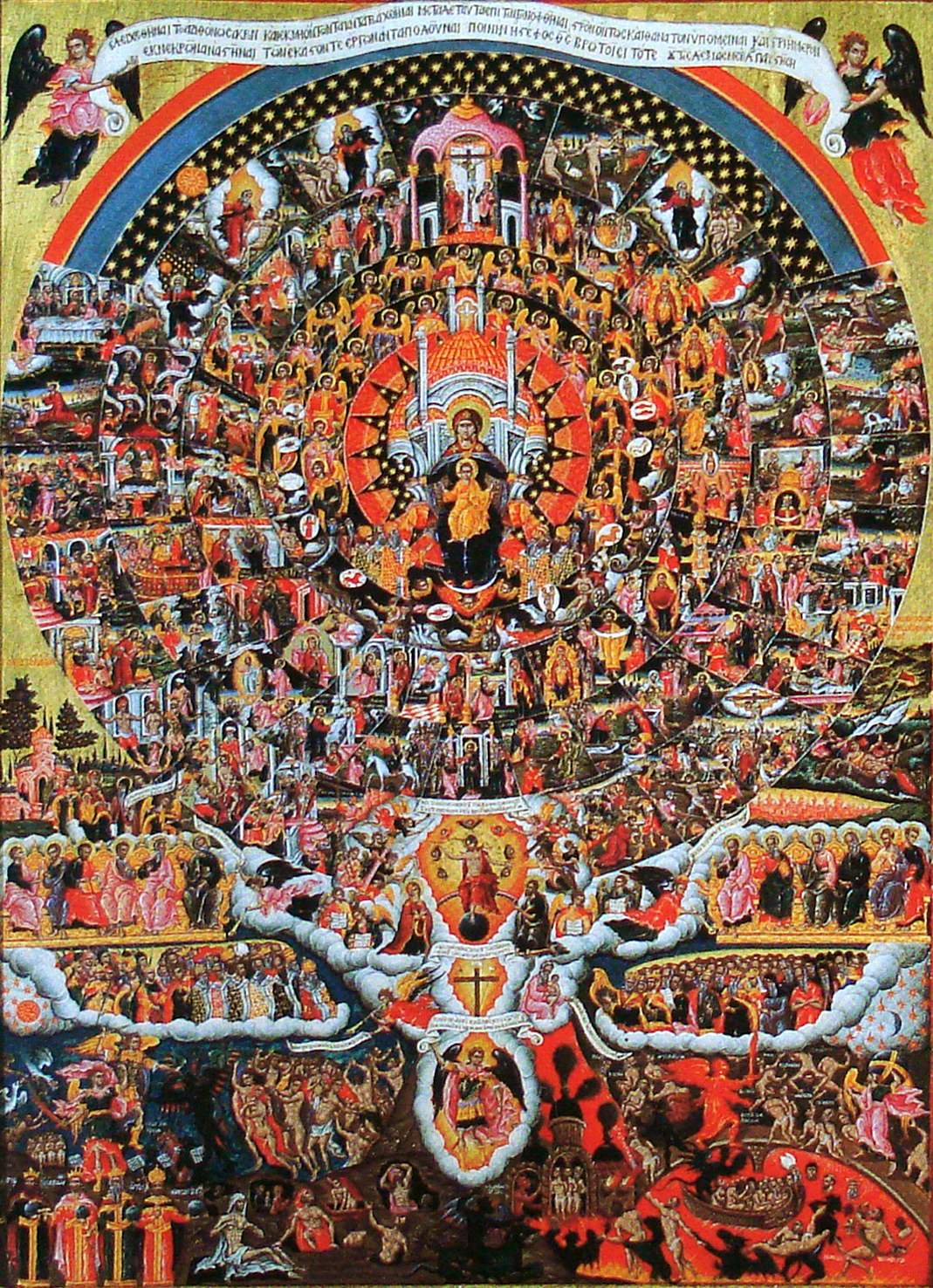
Theodoros Poulakis: Em Ti regozijamos, ícone do século XVII

O Museu Benaki (em grego:  Μουσείο Μπενάκη é um museu de arte, história, etnologia e arqueologia da Grécia, localizado na sua capital, Atenas.
O museu foi criado graças aos esforços de Antonis Benakis, um grande colecionador de antiguidades e um ardente patriota que investiu toda a sua fortuna em atividades de interesse social e cultural. Desde jovem, vivendo em Alexandria, se interessou pelo colecionismo e começou a reunir objetos da cultura islâmica. Mais tarde concentrou seu campo de ação na cultura grega, nas tradições clássica, bizantina, pós-bizantina e folclórica, e por volta de 1926, quando já estava estabelecido em Atenas, passou a acalentar a ideia de criar um museu. Seu entusiasmo contagiou seus irmãos, que cederam sua parte na herança de um palacete familiar que possuíam na avenida Vasilissis Sophias. O museu foi doado à nação e inaugurado solenemente em 22 de abril de 1931.
Graças a doações de propriedades rendosas o museu pode operar com relativa tranquilidade para cumprir sua missão, e inúmeros doadores contribuíram para o crescimento de seu acervo. Quando Benakis morreu, em 1954, a instituição já possuía 26.666 objetos, 10.410 livros e manuscritos e 146 unidades arquivísticas. Nos anos seguintes até o presente a coleção recebeu centenas de milhares de novos itens, entre livros, negativos fotográficos, fotografias originais, documentos, objetos folclóricos e infantis, pinturas, esculturas, gravuras e desenhos. Esse crescimento acelerado do acervo impôs a reforma dos espaços originais do palacete e a criação de várias sedes subsidiárias para melhor acomodá-lo, doadas por importantes mecenas:
Atualmente a sede principal em Atenas abriga somente peças da cultura grega, sendo o único museu da Grécia cujo acervo cobre todos os períodos de sua história. Entretanto, não é um museu estritamente nacionalista, dedicando-se a incorporar peças de outras culturas que influenciaram a história grega. O museu já organizou diversas exposições itinerantes em vários países e em 2000 reabriu após reparar os danos causados pelo Sismo de Atenas de 1999.